# Macrognathus
Macrognathus is een geslacht van straalvinnige vissen uit de familie van stekelalen (Mastacembelidae).

## Soorten
- Macrognathus aculeatus (Bloch, 1786)
- Macrognathus aral (Bloch & Schneider, 1801)
- Macrognathus pancalus Hamilton, 1822
- Macrognathus aureus Britz, 2010
- Macrognathus caudiocellatus (Boulenger, 1893)
- Macrognathus circumcinctus (Hora, 1924)
- Macrognathus dorsiocellatus Britz, 2010
- Macrognathus guentheri (Day, 1865)
- Macrognathus keithi (Herre, 1940)
- Macrognathus lineatomaculatus Britz, 2010
- Macrognathus maculatus (Cuvier, 1832)
- Macrognathus malabaricus (Jerdon, 1849)
- Macrognathus meklongensis Roberts, 1986
- Macrognathus morehensis Arunkumar & Tombi Singh, 2000
- Macrognathus obscurus Britz, 2010
- Macrognathus pavo Britz, 2010
- Macrognathus pentophthalmos (Gronow, 1854)
- Macrognathus semiocellatus Roberts, 1986
- Macrognathus siamensis (Günther, 1861)
- Macrognathus taeniagaster (Fowler, 1935)
- Macrognathus tapirus Kottelat & Widjanarti, 2005
- Macrognathus zebrinus (Blyth, 1858)